# Philippe Dagoreau

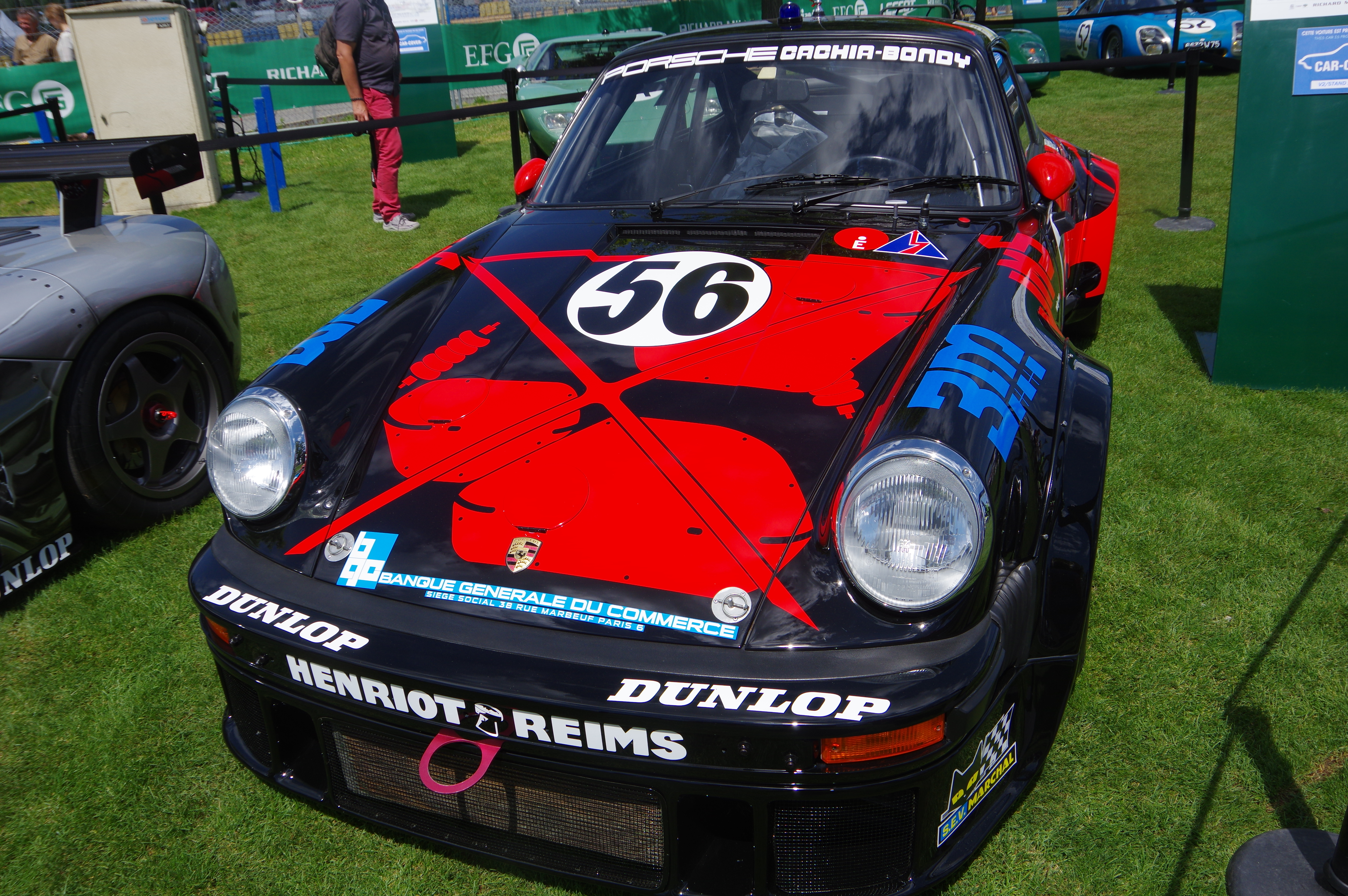
Der Porsche 934, mit dem Philippe Dagoreau beim 24-Stunden-Rennen von Le Mans 1977 am Start war

Philippe Michel Pierre Dagoreau (* 2. Januar 1946 in Paris; † 24. Juni 2022 in Cambo-les-Bains) war ein französischer Autorennfahrer.

## Karriere
Philippe Dagoreau war in seiner Karriere fünfmal beim 24-Stunden-Rennen von Le Mans am Start. Sein Debüt gab er 1975 mit dem 17. Rang im Gesamtklassement; seine beste Platzierung hatte er bei seinem zweiten Einsatz 1976, als er sich den 13. Endrang sicherte.
Außerhalb Le Mans ist nur ein Renneinsatz bekannt, der ebenfalls mit dem 13. Rang im Schlussklassement endete. Eingefahren mit den Partnern Claude Ballot-Léna und Jean-Louis Lafosse beim 6-Stunden-Rennen von Silverstone 1977.
Er starb am 24. Juni 2022.

## Statistik

### Le-Mans-Ergebnisse
| Jahr | Team              | Fahrzeug                | Teamkollege         | Teamkollege             | Teamkollege   | Platzierung             | Ausfallgrund |
| ---- | ----------------- | ----------------------- | ------------------- | ----------------------- | ------------- | ----------------------- | ------------ |
| 1975 | Philippe Dagoreau | Porsche 911 Carrera RSR | Thierry Sabine      | Jean-Pierre Aeschlimann |               | Rang 17                 |              |
| 1976 | ASA Cachia        | Porsche 911 Carrera RSR | Thierry Sabine      | Jean-Claude Andruet     |               | Rang 13                 |              |
| 1977 | JMS Racing Team   | Porsche 934             | Jean-Louis Bousquet | Cyril Grandet           |               | Rang 19                 |              |
| 1978 | Ravenel Fréres    | Porsche 934             | Willy Braillard     | Jean-Louis Ravenel      | Jacky Ravenel | Ausfall                 | Benzinpumpe  |
| 1984 | Helmut Gall       | BMW M1                  | Pierre de Thoisy    | Jean-François Yvon      |               | Rang 14 und Klassensieg |              |

### Einzelergebnisse in der Sportwagen-Weltmeisterschaft
| Saison | Team           | Rennwagen   | 1   | 2   | 3   | 4   | 5   | 6   | 7   | 8   | 9   | 10  | 11  | 12  | 13  | 14  | 15  | 16  | 17  |
| ------ | -------------- | ----------- | --- | --- | --- | --- | --- | --- | --- | --- | --- | --- | --- | --- | --- | --- | --- | --- | --- |
| 1977   | ASA Cachia     | Porsche 935 | DAY | MUG | DIJ | MON | SIL | NÜR | VAL | PER | WAT | EST | LEC | MOS | IMO | SAL | BRH | HOK | VAL |
| 1977   | ASA Cachia     | Porsche 935 |     | 13  |     |     |     |     |     |     |     |     |     |     |     |     |     |     |     |
| 1978   | Ravenel Fréres | Porsche 934 | DAY | SEB | MUG | TAL | DIJ | SIL | NÜR | LEM | MIS | DAY | WAT | VAL | ROD |     |     |     |     |
| 1978   | Ravenel Fréres | Porsche 934 |     |     |     |     | DNF |     |     |     |     |     |     |     |     |     |     |     |     |
| 1984   | Helmut Gall    | BMW M1      | MON | SIL | LEM | NÜR | BRH | MOS | SPA | IMO | FUJ | KYA | SAN |     |     |     |     |     |     |
| 1984   | Helmut Gall    | BMW M1      | 14  |     |     |     |     |     |     |     |     |     |     |     |     |     |     |     |     |